# Christian Böse
Christian Böse oder Christian Bose (geboren 21. November 1674 in Grasdorf bei Laatzen; gestorben 8. Juli 1760 in Schmalkalden) war ein deutscher Mineraloge, Hüttenmeister und Forstbeamter.

## Leben
Christian Böse wurde 1674 in Grasdorf im Hochstift Hildesheim geboren, in dem sein Vater mehr als ein halbes Jahrhundert als evangelischer Prediger tätig war.
1698 begleitete er als Kanzlist den Kurfürstlich Brandenburgischen, später Königlich Preußischen Gesandten, Geheimrat Adam Otto von Viereck, auf seiner Reise von Berlin nach Kopenhagen. Zur Förderung mineralogischer (Er-)Kenntnisse sandte von Viereck Böse mehrfach in nordische Länder sowie in die Niederlande und nach England.

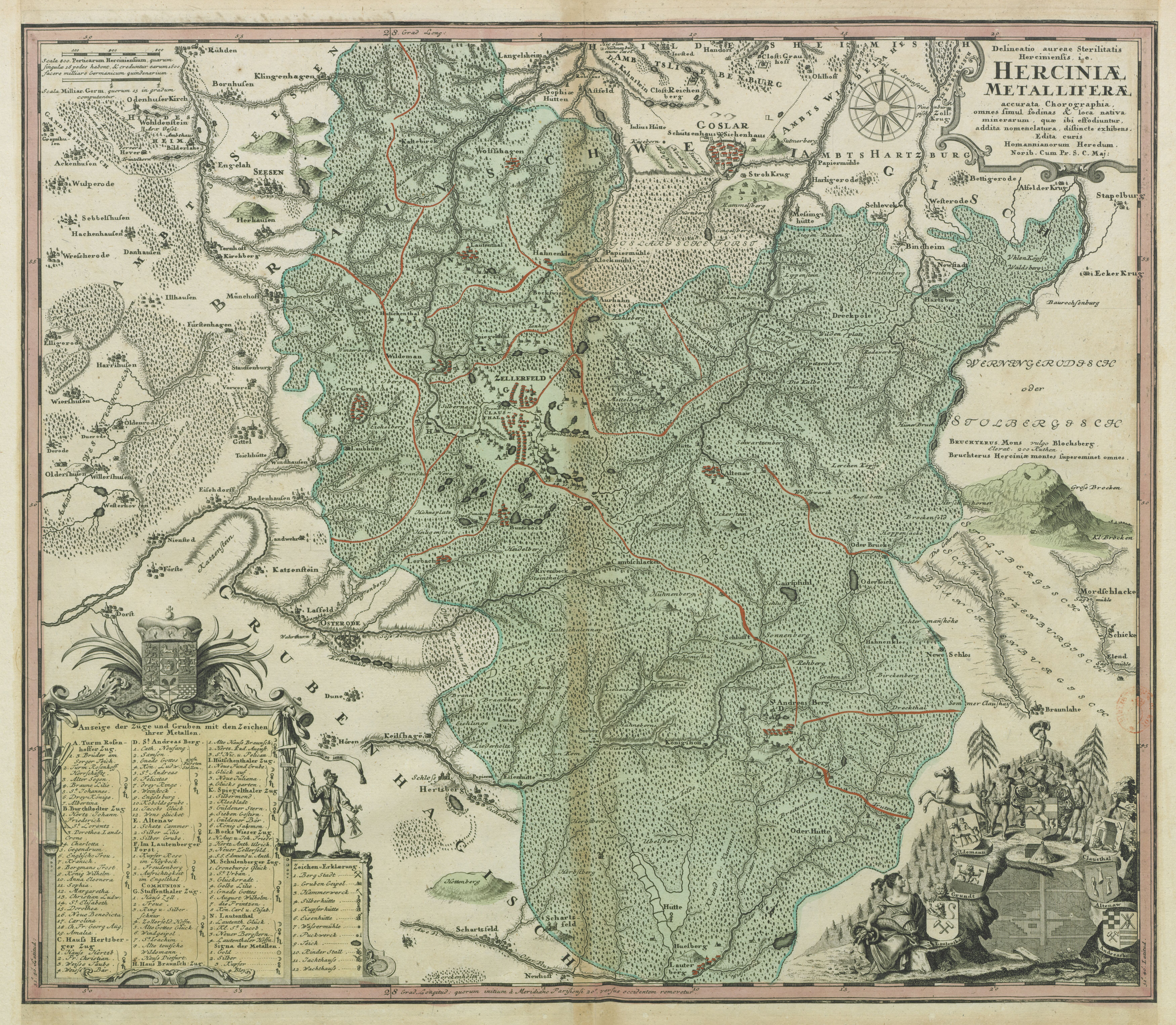
Um 1730: Mit Bernhard Ripking verbesserte Karte mit den Gold-, Silber-, Kupfer- und Blei-Gruben und den Stadtwappen in und um den Harz;
Bibliothèque nationale de France

Nach seiner Rückkehr in die Länder des Heiligen Römischen Reichs deutscher Nation erhielt Christian Böse in Hannover, der Residenzstadt des Kurfürstentums Braunschweig-Lüneburg, eine Anstellung beim Fürstlichen Forstwesen. Ab 1711 wirkte er als „Forstgegenreuter“ für mehr als zwei Jahrzehnte insbesondere von seinem Amtssitz in Zellerfeld aus, von wo aus er die Kontrolle und Inspektion sämtlicher kurhannövrischen und Fürstlich Wolfenbüttelschen „Communionharz und einseitigen Forstwesen“ ausübte. Zudem wirkte er für seine Landesherren als Commissarius in allen Berg- und Hüttensachen in und außerhalb des Landes.
„Wegen verbotenen Wild-Schießens“ wurde Christian Böse 1732 auf Veranlassung des während der Personalunion zwischen Großbritannien und Hannover in London residierenden Königs Georg II. auf der Burg Scharzfels bei Herzberg am Harz inhaftiert. Er konnte jedoch aus dem Gefängnis entkommen und floh über die Landesgrenze in die Landgrafschaft Hessen-Kassel, wo er in Schmalkalden in die Dienste von Landgraf Wilhelm V. eintrat.
1733 verfasste Christian Böse sein Manuskript Generale Haushalts-Principia Von Berg- Hütten- Saltz- und Forstwesen, inspecie vom Hartz, das zwei Jahrzehnte später 1753 in Frankfurt am Main sowie in Leipzig im Druck erschien, ähnlich wie seine „Charte vom Hartz.“
Ebenfalls 1733 pachtete Böse Eisenwerke im Fürstentum Waldeck und wurde unternehmerisch tätig.
1739 reiste er erneut nach England, anschließend durch Italien nach Sardinien, um weitere Berg- und Hüttenwerke zu erfassen. Über Gibraltar und Amsterdam kehrte er nach Deutschland zurück. 1746 wurde er als Berg- und Hütteninspektor in Schmalkalden tätig, wo er 1760 im Alter von fast 86 Lebensjahren verstarb.

## Schriften
- Generale Haushalts-Principia Von Berg- Hütten- Saltz- und Forstwesen, inspecie vom Hartz, Aufgesetzt Christian Bösen, Fürstl. Heßischen Berg- und Hütten-Inspector zu Schmalkalden, Der vorhin die Controlle und Inspection von dem sämtlichen Chur-Hannöverischen und Hochfürstl. Wolffenbüttelschen Communion und Einsseitigen Forst-Wesen auf dem Haarz 21. Jahr von Hannover aus gehabt, und dabey in all denen andern Berg- und Hütten-Sachen daselbst, auch sonst im Lande und ausser halb Landes zu dergleichen als Commissarius mit gebraucht worden, Worzu auch dessen Charte vom ganzen Haarz bey denen Hommanischen Erben zu Nürmberg mit zu haben ist. Leipzig und Frankfurt, 1753; Digitalisat des Münchener Digitalisierungszentrums
- Eine Charte vom Hartz, welche bei den homannischen Erben in Nürnberg erschien[2]